# Hermann Nunberg
Hermann Nunberg (Będzin, Imperio ruso, 23 de enero de 1884 - Nueva York, 20 de mayo de 1970) fue un psiquiatra polaco, psicoanalista y discípulo de Sigmund Freud. Trabajó en Viena desde 1914 y emigró a Estados Unidos en 1933.

## Biografía
Nunberg creció en su ciudad natal, en Częstochowa y en Cracovia, donde también comenzó sus estudios de medicina. Más tarde continuó estudios de psiquiatría en Zúrich, donde entró en contacto con el psicoanálisi al asistir a clases y conferencias de Eugen Bleuler y de C.G. Jung. Con este último colaboró en sis experimentos de asociaciones y trabajó en el hospital Burghölzli. Se doctoró en la Universidad de Zúrich]] en 1910, se unió al Grupo Psicoanalítico y más tarde trabajó también en los hospitales de Schaffhausen y Berna.
Regresó a Cracovia en 1912, trabajó en la clínica universitaria de esa ciudad y, en los meses de verano, en la clínica privada del analista Ludwig Jekels en Bystra, cerca de Bielsko. Al comienzo de la guerra, se trasladó a Viena y trabajó allí en el departamento psiquiátrico de la clínica universitaria bajo la dirección de Julius Wagner-Jauregg y su sucesor Otto Pötzl. Nunberg se hizo miembro de la Asociación Psicoanalítica de Viena (APV) y realizó un psicoanálisis didáctico con Paul Federn. 
En 1925 se convirtió en psicoanalista didáctico y supervisor —entre otros de S. H. Foulkes y Lili Roubiczek-Peller— y la APV le nombró secretario de la asociación en ese mismo año. En 1929 se casó con Margarethe Rie, hija del pediatra, compañero de Freud, y médico de la familia Freud en Viena, Oskar Rie. Margarethe Rie y su hermana Marianne también se convirtieron en psicoanalistas, luego de ser analizadas por el propio Freud.
En 1931 enseñó en la Universidad de Pensilvania, y en 1932 publicó su libro más importante, Allgemeine Neurosenlehre auf psychoanalytischer Grundlage:

Este libro [...] contiene la presentación más completa y concienzuda de una teoría psicoanalítica de los procesos neuróticos que poseemos en la actualidad. Quienes se interesen por la simplificación y el tratamiento directo de los problemas en cuestión difícilmente quedarán satisfechos con esta obra. Pero los partidarios del pensamiento científico, que saben apreciarlo como un mérito, que nunca abandonan la conjetura, hilo conductor de la experiencia, y que pueden disfrutar de la hermosa diversidad de los acontecimientos psíquicos, apreciarán esta obra y la estudiarán con avidez.
Sigmund Freud. Prefacio a la Teoría General de la Psicosis de Nunberg de 1932

Nunberg era socialdemócrata y en 1933 decidió emigrar a Estados Unidos en 1933 —debido a los cambios políticos en Alemania y Austria— primero a Pensilvania y luego a Nueva York, en 1934. Ya en 1934 intentó en vano persuadir a Sigmund Freud para que también emigrara. En 1936 rechazó la oferta de una cátedra en Viena.
Fue miembro de la Academia de Medicina de Nueva York e integró el Comité para el Estudio de los Suicidios (Committee for the Study of Suicides Inc.), una agrupación integrada por siete connotados psiquiatras y tres trabajadores sociales que se organizaron con el propósito de «Estudiar y llevar a cabo investigaciones sobre la recopilación, edición, clasificación, exhaustividad y difusión de conocimientos, información, datos, hechos y estadísticas sobre la historia y las causas de los suicidios, así como sobre los medios para prevenirlos.»
En 1940, Nunberg se hizo miembro también de la New York Psychoanalytic Society & Institute (Sociedad e Instituto Psicoanalítico de Nueva York), asociación de la que llegó a ser presidente en 1950. En 1960 pronunció la conferencia Freud Anniversary Lecture en la Academia de Medicina de Nueva York. Nunberg participó en numerosos congresos internacionales y desde 1918 se había comprometido con la implantación del psicoanálisis didáctico como requisito profesional para los psicoanalistas. En 1918, en el congreso internacional de Budapest, fue el primero en plantear la necesidad de imponer este requisito como indispensable, propuesta que fue rechazada por Sándor Ferenczi y Otto Rank. Por otra parte, en la controversia sobre la aceptación del «psicoanálisis profano» (existía una tendencia que quería imponer que se enseñara y se permitiera ejercer el psicoanálisis solo a los  médicos), Nunberg defendió la opinión de Freud de seguir formando a los profesionales no-médicos.
En el debate en torno a la pulsión de muerte, también se mantuvo fiel a la postura de Freud y no siguió a los neofreudianos que negaban su existencia.. En general sus aportes teóricos son ortodoxos freudianos y su forma de trabajo como investigador y profesor también lo fue, destacando su capacidad de vincular las contribuciones teóricas con sus observaciones clínicas.
Nunberg realizó importantes contribuciones a la historia del psicoanálisis. En su testamento, Paul Federn estipuló que las actas de la llamada Sociedad de los Miércoles de la época fundacional del psicoanálisis, que obraban en su poder, fueran publicadas conjuntamente por su hijo, Ernst Federn y Nunberg, lo que se hizo a partir de 1962 en varios volúmenes y en diversos idiomas.
Junto con Kurt Eissler, Heinz Hartmann, Ernst Kris y Bertram Lewin, Nunberg fundó en 1951 los Archivos de Sigmund Freud, que dieron lugar a la creación de la Colección Freud en la Biblioteca del Congreso de Estados Unidos. En sus últimos años, hizo aportes relevantes en el área de la interpretación psicoanalítica de los sueños.
Tras una larga enfermedad, a los 86 años falleció en Nueva York, en el Hospital Monte Sinaí. Le sobrevivieron dos hijos y seis nietos. Su hijo, Henry Nunberg es también médico y destacado psicoanalista, miembro del directorio del Archivo Sigmund Freud.

## Publicaciones principales
- Allgemeine Neurosenlehre auf psychoanalytischer Grundlage. Con prólogo de Sigmund Freud. Huber, Berna 1932, 1959, 1971
  - En inglés: Principles of Psychoanalysis, International Universities Press, Nueva York, 1955
  - En español: Principios del psicoanálisis. Su aplicación a las neurosis, Amorrortu. ISBN: 9789505184897
  - En español (otra edición con otro tpitulo): Teoría general de las neurosis basada en el psicoanálisis. Prólogo de S. Freud. Pubul, Barcelona.
- Curiosity Freud Anniversary Lecture Series, International Universities Press, Nueva York, 1961
- Junto a Ernst Federn (editores): Protokolle der Wiener Psychoanalytischen Vereinigung [Actas de la Asociación Psicoanalítica de Viena]. 4 vols. S. Fischer, Frankfurt am Main 1976-1981
  - En inglés: Minutes of the Vienna Psychoanalytic Society, Nueva York: International Universities Press 1962-1976
  - Nueva edición en alemán: Psychosozial-Verlag, Gießen 2007, ISBN 978-3-89806-598-6
  - En Francés: Les premiers psychanalystes. Gallimard